# 网眼瓦韦
网眼瓦韦（学名：Lepisorus clathratus）为水龙骨科瓦韦属下的一个种。

## 扩展阅读
- 維基物種上的相關：网眼瓦韦